# Serrana
Serrana este un oraș în São Paulo (SP), Brazilia.